# Miltochrista pulcherrima
Miltochrista pulcherrima là một loài bướm đêm thuộc phân họ Arctiinae, họ Erebidae.